# A Dictionary of the English Language

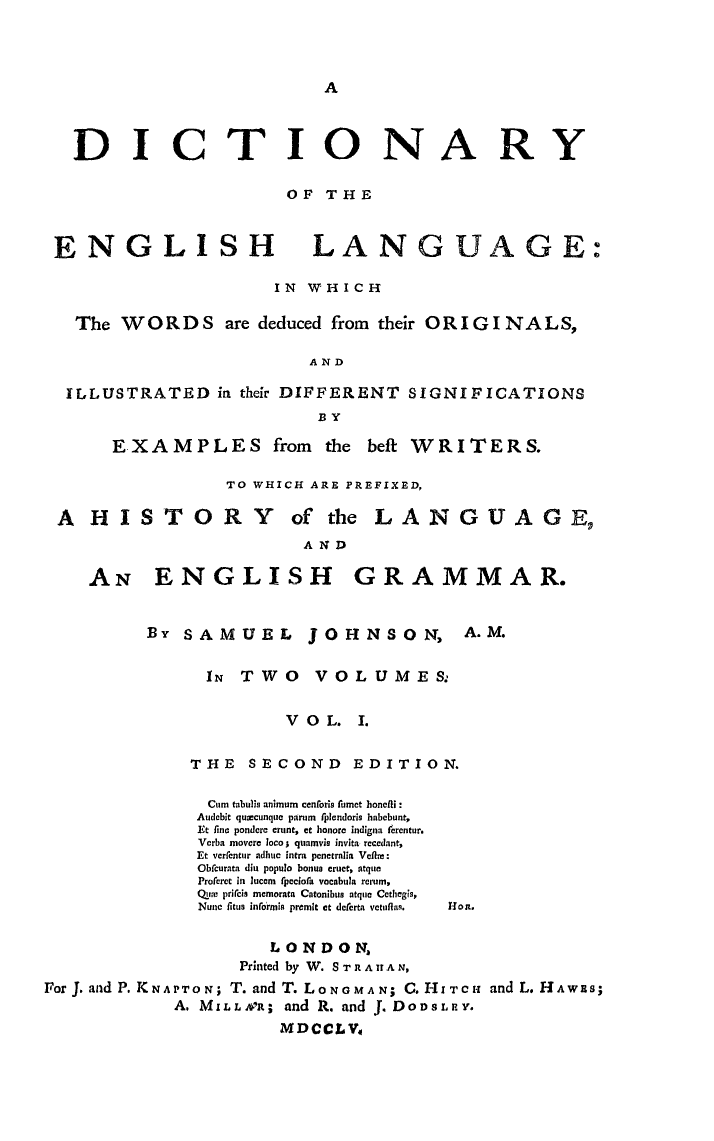
Titelpagina van de tweede druk

A Dictionary of the English Language is een in 1775 verschenen woordenboek van de Engelse taal van de hand van de Britse schrijver en lexicograaf Samuel Johnson. Het werd en wordt gezien als een gezaghebbend woordenboek en een belangrijke bijdrage aan de beschrijving en standaardisering van de taal. Het staat dan ook wel bekend als Johnson's Dictionary.
Anders dan wel beweerd wordt, was Johnsons werk niet het eerste woordenboek van het Engels. De eerdere werken waren echter over het algemeen tweetalige woordenboeken, soms onoverzichtelijk en slecht georganiseerd, of slechts glossaria van 'moeilijke woorden'. Door de in de achttiende eeuw sterk opgekomen verspreiding van gedrukte werken in de vorm van literaire en wetenschappelijke geschriften, pamfletten en kranten en door de toegenomen leeshonger van het publiek ontstond de behoefte aan enige vorm van ordening van de taal op het gebied van spelling,
grammatica en definiëring van begrippen.

## Voorgeschiedenis
De wens ontstond dus om een werkelijk gezaghebbend standaardwerk van de taal te hebben. Een project van deze omvang was echter te groot en te kostbaar voor een individuele uitgever, drukker of boekhandelaar. Vandaar dat zich een consortium vormde van een aantal Londense drukkers om een dergelijke uitgave mogelijk te maken en Johnson werd in 1746 benaderd om het werk op zich te nemen. Hem werd een bedrag geboden van £ 1575, het hedendaagse equivalent van ongeveer £ 210.000 (€ 250.000) en Johnson ging op het aanbod in.

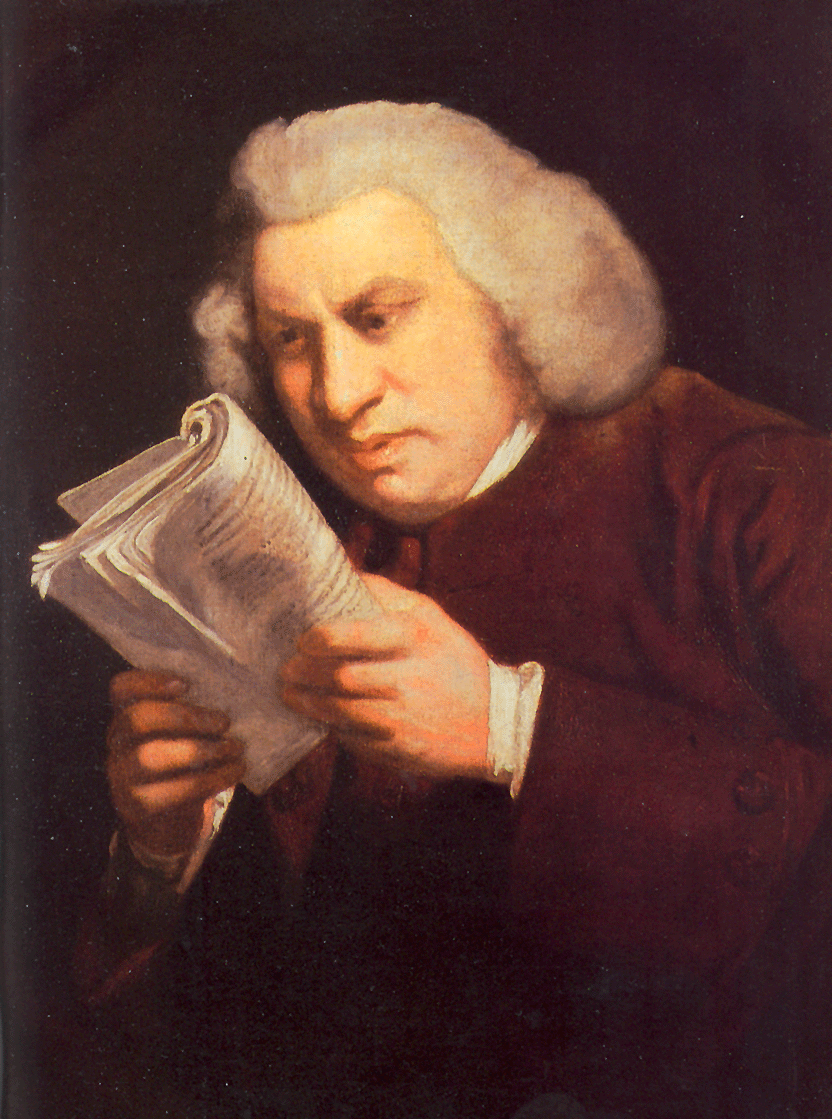
Portret van Dr. Johnson aan het werk door Joshua Reynolds

In 1747 verscheen The Plan of a Dictionary of the English Language waarin hij zijn plannen en zijn methodologie uiteenzette en waarin hij aangaf ook zeker een dankbaar gebruik te maken van eerder verschenen lexicografische werken. Op aandringen van de Londense boekhandelaar Robert Dodsley droeg Johnson zijn grote werk op aan Philip Dormer, graaf van Chesterfield. Dit deed hij overigens tegen zijn zin, omdat hij niet geloofde in dit soort patronages, en Chesterfield, hoewel geïnteresseerd in Johnsons werk, bleek uiteindelijk ook weinig toeschietelijk. De graaf schreef weliswaar een aantal stukken waarin hij het werk aanbeval, maar de bewoordingen waarin hij dat deed schoten Johnson in het verkeerde keelgat en hij schreef als reactie een essay in niet mis te verstane bewoordingen.
De schrijver leidde een druk en hectisch leven en moest veel werk verzetten om aan de kost te komen om zichzelf en zijn vrouw en zijn gering aantal medewerkers in leven te houden. Het oorspronkelijke plan om het hele project in drie jaar te voltooien werd dan ook niet gehaald. Het duurde uiteindelijk negen jaar voor de eerste druk verscheen, op 15 april 1755.

## Het woordenboek
De omvang en strekking van het woordenboek komen tot uiting in de uitgebreide volledige titel, die luidt: A Dictionary of the English Language: In Which the Words are Deduced from their Originals, and Illustrated in their Different Significations by Examples from the Best Writers. To Which are Prefixed A History of the Language, and an English Grammar.
Zoals de titel aangeeft, bevat het woordenboek allereerst een geschiedenis van de taal en een grammatica van het Engels. Daarna volgt een alfabetische woordenlijst met omschrijving en de verschillende betekenissen van de woorden, aangevuld met voorbeelden van, zoals de titel zegt, 'de beste schrijvers'. Tot die beste schrijvers rekende hij vooral de auteurs uit de elizabethaanse periode, met wie naar zijn mening de gouden eeuw van de Engelse taal aanving. 

In het laatste van zijn serie essays die uitkwamen onder de titel The Rambler (1752) had hij al zijn streven aangegeven de taal te verfijnen met een zuivere grammatica en die te ontdoen van barbarismen, ontspoord idioom en ongebruikelijke woordcombinaties. Ook de vele gallicismen die sinds de periode van de Restauratie in de taal waren doorgedrongen wilde hij uitbannen. Ook trachtte hij in zijn woordenboek aandacht te besteden aan de etymologie, voor zover dat met de destijds nog beperkte kennis van het onderwerp mogelijk was. Johnson kon bij zijn werk overigens terugvallen op zijn eigen belezenheid en welhaast encyclopedische kennis van de Engelse literatuur.
Een apart kenmerk van het werk is dat Johnson in zijn definities en voorbeelden de humor niet schuwt en hier en daar ook de ruimte geeft aan zijn eigen (voor)oordelen. 

Bij het lemma "lexicograaf" beschrijft hij zijn eigen bezigheid als die van "a writer of dictionaries, a harmless drudge" (een schrijver van woordenboeken, een onschadelijke werkezel).
A Dictionary of the English Language verscheen in twee omvangrijke delen, gedrukt op papier van hoogwaardige kwaliteit. De pagina's waren 45 cm hoog en bijna 50 cm breed. De prijs bedroeg £ 1600, wat meer was dan Johnson eraan verdiend had. De eerste editie telde 42.773 woorden. Tot de meest geciteerde schrijvers hoorden William Shakespeare, John Milton, John Dryden en Jonathan Swift.
Tijdens Johnsons leven verschenen vijf drukken van het werk; de laatste door hemzelf gereviseerde editie verscheen in 1773. In 1756 was overigens al een verkorte versie uitgebracht. Het gehele werk werd zeer positief ontvangen en de woordenboeksamenstellers die hem opvolgden hebben steeds zijn belangrijke pionierswerk geprezen en er hun voordeel mee gedaan.